# ストロマンテ
ストロマンテ、ストロマンセ（学：Stromanthe）はクズウコン科に含まれる属の総称。またはストロマンテ属に含まれる植物の総称。ウラベニショウ属とも言われる。

## 特徴
南アメリカのブラジルの熱帯地域に13種類ほどが自生する。葉はクズウコン科の中では比較的細くクマザサ等に形は似る。革質で光沢を持ちやや厚みがあり、葉は深紅色をしている。観葉植物として多く栽培され、斑入りの品種がある。成株になると高さが100～150ｃｍとなり、花を咲かせる。花言葉には「強い気持ち」「暖かい心」がある。クズウコン科共通の特徴で、本属の植物も例に漏れず、光量によって葉が立ち上がったり、うなだれたりする。これは「就眠運動」と呼ばれる。

## 栽培方法
裏が深紅色、白い斑入りの部分、濃い緑色の葉の部分の美しい三色の葉は、低温環境に晒されなければ通年楽しめる。植え付け及び植え替えは夏頃に行う。土壌は水はけの良い土壌を好むが、水切れになると他のクズウコン科と同じく葉が丸まり観賞価値が大幅に下がる。また、直射日光で葉焼けがしやすいので遮光して夏季は栽培する。施肥は春～秋頃まで速効性肥料を2週間に一回の頻度で与えると成育が良くなる。

## 名称について

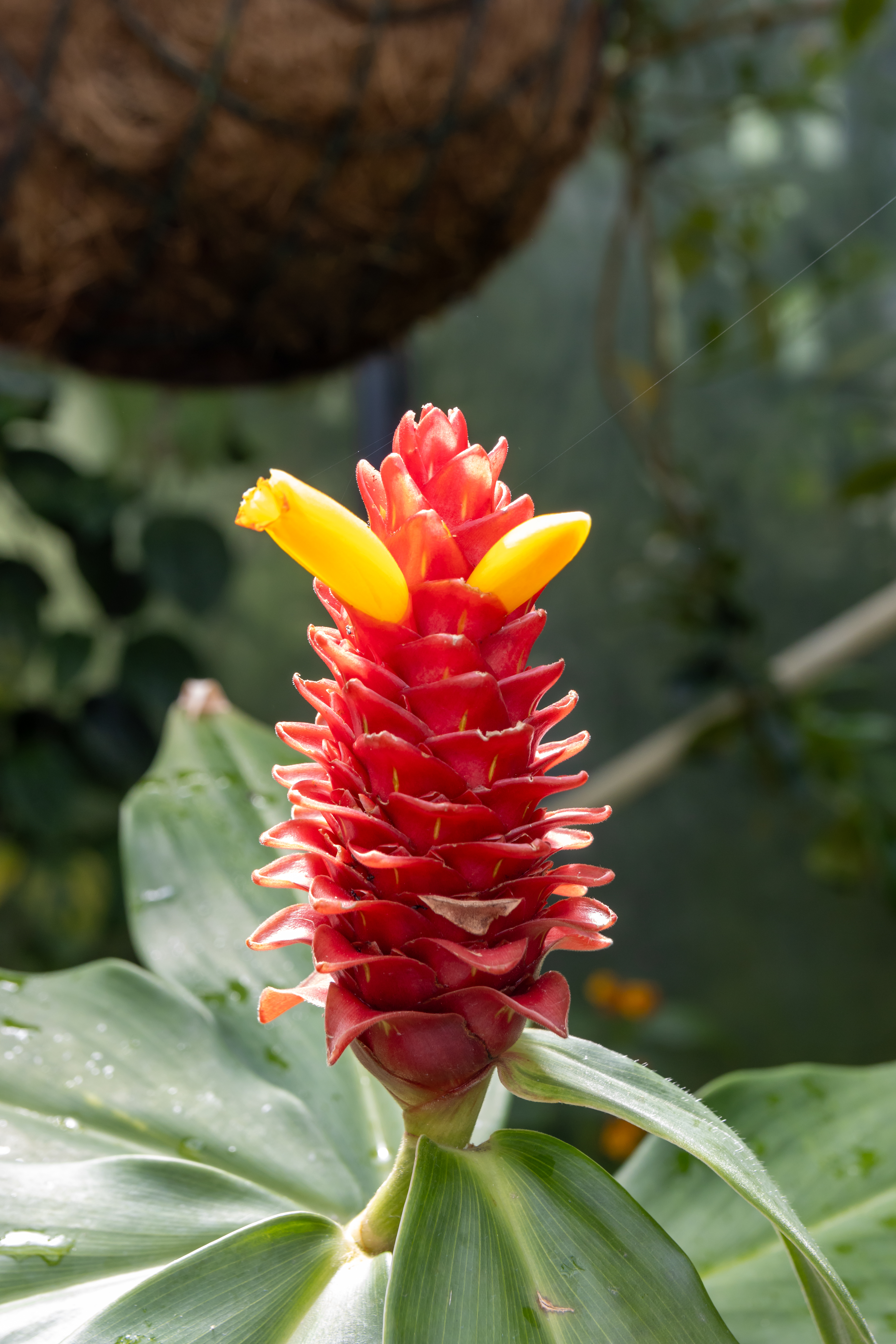
花

属名である Stromanthe は Stroma （寝椅子）＋ Anthos （花）の合成語である。和名は本属の植物の葉の裏側が深紅色をしている事に因む。

## 下位分類
本属は20種類程度が認められる。本節では一部種を抜粋し掲載する。参考元はこちら。
- ストロマンテ・サンギネア

　（Stromanthe sanguinea）
- ストロマンテ・ルテア

　（Stromanthe lutea）